# Cyanea mannii
Cyanea mannii là loài thực vật có hoa trong họ Hoa chuông. Loài này được (Brigham ex H.Mann) Hillebr. mô tả khoa học đầu tiên năm 1888.